# 楊梅高山頂啟明宮
楊梅高山頂啟明宮建於清同治二年（1863年），為楊梅高山頂居民的信仰中心，範圍包含高山、高上、青山、高榮、雙榮、新榮等六個里內，管理組織採管理委員會制，主祀三官大帝。啟明宮也同時供奉觀音菩薩、天上聖母、神農大帝、文昌帝君、太歲星君，香火十分鼎盛。早年由於境內瘟疫及盜匪四起，居民為祈求上天賜福，乃商議供奉三官大帝，以為保佑。當時居民生活貧苦，無力建廟，於是以擲筊方式決定值年爐主。每年擇日搭起戲棚演戲，恭請三官大帝降臨，並由境內信眾祭拜，以叩謝神恩。此地區也因此留下「戲棚跡」之地名。建廟後開辦私塾教育，以啟發孩童聰明才智，因而命名為「啟明宮」。
本宮之三官大帝香火來自新竹縣新豐鄉、主祀三官大帝的中崙溪南三元宮。

## 外部連結
- 楊梅市高山頂啟明宮 （页面存档备份，存于）